# Zokkomon
Zokkomon är en Bollywood actionfilm, producerad av Walt Disney Studios och regisserad av Satyajit Bhatkal. I huvudrollen ses Darsheel Safary från Taare Zameen Par. Zokkomon är Disneys andra produktion för den indiska filmmarknaden efter dataanimerade Roadside Romeo). Musiken i filmen är komponerad av Shankar Ehsaan Loy.

## Externa webbsidor
- Zokkomon - Complete Cast and Crew at Bollywoodhungama